# Copydan
Copydan indgår aftaler om brug af ophavsretsbeskyttet materiale på vegne af rettighedshaverne. Rettighedsforvaltningen består i at indhente og fordele vederlag for udnyttelsen af ophavsretsbeskyttet indhold i henhold til aftalelicenser.
Copydan består af fire selvstændige nonprofitrettighedsorganisationer, der er ejet og styret af rettighedshaverne, og som står for at indgå aftaler om brug af ophavsretsbeskyttet indhold inden for forskellige områder:
- Copydan Verdens TV håndterer ophavsrettigheder i forbindelse med distribution af danske og udenlandske tv-og radiokanaler[5].
- Copydan AVU-medier håndterer rettigheder til audiovisuelt indhold i undervisning og formidling[6].
- Copydan Arkiv håndterer aftaler på vegne af rettighedshaverne om brug af DR's arkivmateriale[7].
- Copydan KulturPlus sikrer, at der bliver afregnet vederlag til kunstnere og producenter, når der sælges blanke (el. tomme) kopimedier i forretningerne[8].